# 拉迪斯奧林匹克體育場
拉迪斯奧林匹克體育場（阿拉伯语：‎），是一座位於突尼西亞拉迪斯的多功能體育場。它目前主要用於足球比賽，它也有田徑賽道。該體育場可容納65,000人。為了舉辦2001年地中海運動會而興建的，被認為是非洲最好的體育場之一。